# 玉岚乡
玉岚乡是中国陕西省安康市汉滨区下辖的一个乡。

## 行政区划
玉岚乡下辖以下行政区：
桥兴村、五峰村、火星村、前丰村、新建村、河东村、联心村、沙沟村、团结村、桂花村、三星村、跃进村、平梁村、清泉村、兴隆村